# Chronopappus bifrons
Chronopappus es un género monotípico de plantas fanerógamas perteneciente a la familia de las asteráceas. Su única especie: Chronopappus bifrons, es originaria de Brasil.

## Distribución
Es un endemismo de Brasil donde se encuentra en el Cerrado, en el sudeste  de Minas Gerais.

## Taxonomía
Chronopappus bifrons fue descrita por (DC. ex Pers.) DC. y publicado en Prodromus Systematis Naturalis Regni Vegetabilis 5: 84. 1836.
sinonimia
- Heterocoma bifrons (DC. ex Pers.) DC.
- Serratula bifrons DC. ex Pers. basónimo[3]